# Теорема Амицура — Левицкого
Теорема Амицура — Левицкого — утверждение о равенстве нулю стандартного многочлена степени {\displaystyle 2n} от произвольных матриц порядка {\displaystyle n}. Установлена и доказана Шимшоном Авицуром (ивр. שמשון עמיצור‎) и Яковом Левицким в 1950 году. Прямое следствие этого результата — матрицы порядка {\displaystyle n} образуют PI-кольцо с минимальной степенью тождеств, равной {\displaystyle 2n}.

## Определения и формулировка
Стандартный многочлен степени {\displaystyle n} — это:
{\displaystyle S_{n}(x_{1},\ldots ,x_{n})=\sum _{\sigma \in S_{n}}(-1)^{\sigma }x_{\sigma 1}\cdots x_{\sigma n}\ },
где сумма берётся по всем {\displaystyle n!} элементам симметрической группы {\displaystyle S_{n}}.
Здесь {\displaystyle (-1)^{\sigma }} означает знак перестановки {\displaystyle \sigma }, при этом {\displaystyle x_{1},\dots ,x_{n}} не коммутируют.
Теорема Амицура — Левицкого утверждает, что для произвольных матриц {\displaystyle A_{1},\dots ,A_{2n}} порядка {\displaystyle n} стандартный многочлен обращается в нуль:
{\displaystyle S_{2n}(A_{1},\ldots ,A_{2n})=0}.

## Доказательства
Амицур и Левицкий дали первое доказательство теоремы в 1950 году.
Костант (англ. Bertram Kostant) в 1958 году вывел теорему Амицура — Левицкого из теоремы Козюля — Самельсона о простых когомологиях алгебр Ли.
Сван (англ. Richard Swan) в 1963 году дал простое комбинаторное доказательство:
Ввиду линейности достаточно доказать теорему для случая, когда каждая матрица имеет только один ненулевой элемент, равный 1. В этом случае каждая матрица может быть представлена как направленная дуга графа с {\displaystyle n} вершинами. Все матрицы вместе дают граф с {\displaystyle n} вершинами и {\displaystyle 2n} направленными дугами. Тождество теоремы равносильно утверждению, что для любых двух вершин {\displaystyle A} и {\displaystyle B} графа число нечётных эйлеровых путей из {\displaystyle A} в {\displaystyle B} равно числу чётных. Сван показал, что при числе рёбер в графе {\displaystyle 2n} и более число чётных и нечётных путей равно, откуда следует результат теоремы.
Размыслов в 1974 году построил доказательство, опирающееся на теорему Гамильтона — Кэли.
Россет в 1976 году дал короткое доказательство, использующее внешнюю алгебру векторного пространства размерности {\displaystyle 2n}.